# Delegati dall'Alabama al Congresso degli Stati Uniti d'America

Mappa dei 7 distretti dell'Alabama attivi dal 2024

Sin dall'ammissione all'Unione come stato, avvenuta nel 1819, l'Alabama è rappresentata al Congresso degli Stati Uniti da una delegazione al Senato e alla Camera dei rappresentanti. Ogni stato elegge due senatori con mandati di sei anni, a prescindere dalla popolazione dello stato; quelli dell'Alabama appartengono alle classi 2 e 3. Elegge inoltre ogni due anni un numero di rappresentanti alla Camera in numero proporzionale alla popolazione; attualmente lo stato è rappresentato alla Camera da 7 delegati, eletti con il sistema first-past-the-post in distretti uninominali. Nel corso della sua esistenza come stato, l'Alabama ha visto la rappresentanza alla Camera variare da un minimo di 3 ad un massimo di 10 deputati; l'attuale numero delegati è costante dal 1973, per effetto del censimento del 1970 e confermato fino all'ultimo censimento del 2020.

## Camera dei rappresentanti

### Delegati attuali
La delegazione alla camera dei rappresentanti ha un totale di 7 membri in carica: cinque repubblicani e due democratici.
| Distretto | Rappresentante  | Partito      | CPVI (2025) | Inizio mandato            | Mappa del distretto |
| --------- | --------------- | ------------ | ----------- | ------------------------- | ------------------- |
| 1°        | Barry Moore     | Repubblicano | R+27        | 3 gennaio 2025            |                     |
| 2°        | Shomari Figures | Democratico  | D+5         | 3 gennaio 2025            |                     |
| 3°        | Mike Rogers     | Repubblicano | R+23        | 3 gennaio 2003            |                     |
| 4°        | Robert Aderholt | Repubblicano | R+33        | 3 gennaio 1997            |                     |
| 5°        | Dale Strong     | Repubblicano | R+17        | 3 gennaio 2023            |                     |
| 6°        | Gary Palmer     | Repubblicano | R+20        | 3 gennaio 2015            |                     |
| 7°        | Terri Sewell    | Democratico  | D+13        | 3 gennaio 2011 -in carica |                     |

## Senato degli Stati Uniti d'America

### Senatori attuali
Come tutti gli altri stati, l'Alabama è rappresentata al Senato degli Stati Uniti da due senatori, eletti dall'intero stato con mandati di 6 anni sfalsati. Sui tre gruppi in cui sono divisi i senatori, quelli dell'Alabama appartengono alla classe 2 e 3, il che caratterizza l'anno di rinnovo del mandato. Gli attuali senatori sono Tommy Tuberville e Katie Britt, entrambi repubblicani, in carica rispettivamente dal 2021 e dal 2023.

### Senatori del passato (dal 1819)
| Senatore di Classe 2       | Congresso              | Senatore di Classe 3      |
| -------------------------- | ---------------------- | ------------------------- |
| William R. King (DR)       | 16 (1819–1821)         | John Williams Walker (DR) |
| William R. King (DR)       | 17 (1821–1823)         | John Williams Walker (DR) |
| William R. King (DR)       | William Kelly (DR)     |                           |
| William R. King (DR)       | 18 (1823–1825)         |                           |
| William R. King (J)        | 19 (1825–1827)         | Henry H. Chambers (J)     |
| William R. King (J)        | 19 (1825–1827)         | Israel Pickens (J)        |
| William R. King (J)        | 19 (1825–1827)         | John McKinley (J)         |
| William R. King (J)        | 20 (1827–1829)         |                           |
| William R. King (J)        | 21 (1829–1831)         |                           |
| William R. King (J)        | 22 (1831–1833)         | Gabriel Moore (J- NR)     |
| William R. King (J)        | 23 (1833–1835)         | Gabriel Moore (J- NR)     |
| William R. King (J)        | 24 (1835–1837)         | Gabriel Moore (J- NR)     |
| William R. King (D)        | 25 (1837–1839)         | John McKinley (D)         |
| William R. King (D)        | 26 (1839–1841)         | Clement Comer Clay (D)    |
| William R. King (D)        | 27 (1841–1843)         | Clement Comer Clay (D)    |
| William R. King (D)        | 28 (1843–1845)         | Arthur P. Bagby (D)       |
| Dixon Hall Lewis (D)       | 29 (1845–1847)         | Arthur P. Bagby (D)       |
| Dixon Hall Lewis (D)       | 30 (1847–1849)         | Arthur P. Bagby (D)       |
| Benjamin Fitzpatrick (D)   | William R. King (D)    |                           |
| Benjamin Fitzpatrick (D)   | William R. King (D)    | 31 (1849–1851)            |
| Jeremiah Clemens (D)       | William R. King (D)    | 32 (1851–1853)            |
| Clement Claiborne Clay (D) | 33 (1853–1855)         | Benjamin Fitzpatrick (D)  |
| Clement Claiborne Clay (D) | 34 (1855–1857)         | Benjamin Fitzpatrick (D)  |
| Clement Claiborne Clay (D) | 35 (1857–1859)         | Benjamin Fitzpatrick (D)  |
| Clement Claiborne Clay (D) | 36 (1859–1861)         | Benjamin Fitzpatrick (D)  |
| Vacante                    | 37 (1861–1863)         | Vacante                   |
| Vacante                    | 38 (1863–1865)         | Vacante                   |
| Vacante                    | 39 (1865–1867)         | Vacante                   |
| Willard Warner (R)         | 40 (1867–1869)         | George E. Spencer (R)     |
| Willard Warner (R)         | 41 (1869–1871)         | George E. Spencer (R)     |
| George Goldthwaite (D)     | 42 (1871–1873)         | George E. Spencer (R)     |
| George Goldthwaite (D)     | 43 (1873–1875)         | George E. Spencer (R)     |
| George Goldthwaite (D)     | 44 (1875–1877)         | George E. Spencer (R)     |
| John Tyler Morgan (D)      | 45 (1877–1879)         | George E. Spencer (R)     |
| John Tyler Morgan (D)      | 46 (1879–1881)         | George S. Houston (D)     |
| John Tyler Morgan (D)      | 46 (1879–1881)         | Luke Pryor (D)            |
| John Tyler Morgan (D)      | 46 (1879–1881)         | James L. Pugh (D)         |
| John Tyler Morgan (D)      | 47 (1881–1883)         |                           |
| John Tyler Morgan (D)      | 48 (1883–1885)         |                           |
| John Tyler Morgan (D)      | 49 (1885–1887)         |                           |
| John Tyler Morgan (D)      | 50 (1887–1889)         |                           |
| John Tyler Morgan (D)      | 51 (1889–1891)         |                           |
| John Tyler Morgan (D)      | 52 (1891–1893)         |                           |
| John Tyler Morgan (D)      | 53 (1893–1895)         |                           |
| John Tyler Morgan (D)      | 54 (1895–1897)         |                           |
| John Tyler Morgan (D)      | 55 (1897–1899)         | Edmund Pettus (D)         |
| John Tyler Morgan (D)      | 56 (1899–1901)         | Edmund Pettus (D)         |
| John Tyler Morgan (D)      | 57 (1901–1903)         | Edmund Pettus (D)         |
| John Tyler Morgan (D)      | 58 (1903–1905)         | Edmund Pettus (D)         |
| John Tyler Morgan (D)      | 59 (1905–1907)         | Edmund Pettus (D)         |
| John Tyler Morgan (D)      | 60 (1907–1909)         | Edmund Pettus (D)         |
| John H. Bankhead (D)       | Joseph F. Johnston (D) |                           |
| John H. Bankhead (D)       | Joseph F. Johnston (D) | 61 (1909–1911)            |
| John H. Bankhead (D)       | Joseph F. Johnston (D) | 62 (1911–1913)            |
| John H. Bankhead (D)       | 63 (1913–1915)         | Francis S. White (D)      |
| John H. Bankhead (D)       | 64 (1915–1917)         | Oscar Underwood (D)       |
| John H. Bankhead (D)       | 65 (1917–1919)         | Oscar Underwood (D)       |
| John H. Bankhead (D)       | 66 (1919–1921)         | Oscar Underwood (D)       |
| B. B. Comer (D)            |                        | Oscar Underwood (D)       |
| James Thomas Heflin (D)    |                        | Oscar Underwood (D)       |
| 67 (1921–1923)             |                        | Oscar Underwood (D)       |
| 68 (1923–1925)             |                        | Oscar Underwood (D)       |
| 69 (1925–1927)             |                        | Oscar Underwood (D)       |
| 70 (1927–1929)             | Hugo Black (D)         |                           |
| 71 (1929–1931)             | Hugo Black (D)         |                           |
| John H. Bankhead II (D)    | Hugo Black (D)         | 72 (1931–1933)            |
| John H. Bankhead II (D)    | Hugo Black (D)         | 73 (1933–1935)            |
| John H. Bankhead II (D)    | Hugo Black (D)         | 74 (1935–1937)            |
| John H. Bankhead II (D)    | Hugo Black (D)         | 75 (1937–1939)            |
| John H. Bankhead II (D)    | Dixie Bibb Graves (D)  |                           |
| John H. Bankhead II (D)    | J. Lister Hill (D)     |                           |
| John H. Bankhead II (D)    | 76 (1939–1941)         |                           |
| John H. Bankhead II (D)    | 77 (1941–1943)         |                           |
| John H. Bankhead II (D)    | 78 (1943–1945)         |                           |
| John H. Bankhead II (D)    | 79 (1945–1947)         |                           |
| John Sparkman (D)          |                        |                           |
| 80 (1947–1949)             |                        |                           |
| 81 (1949–1951)             |                        |                           |
| 82 (1951–1953)             |                        |                           |
| 83 (1953–1955)             |                        |                           |
| 84 (1955–1957)             |                        |                           |
| 85 (1957–1959)             |                        |                           |
| 86 (1959–1961)             |                        |                           |
| 87 (1961–1963)             |                        |                           |
| 88 (1963–1965)             |                        |                           |
| 89 (1965–1967)             |                        |                           |
| 90 (1967–1969)             |                        |                           |
| 91 (1969–1971)             | James Allen (D)        |                           |
| 92 (1971–1973)             | James Allen (D)        |                           |
| 93 (1973–1975)             | James Allen (D)        |                           |
| 94 (1975–1977)             | James Allen (D)        |                           |
| 95 (1977–1979)             | James Allen (D)        |                           |
| Maryon Pittman Allen (D)   |                        |                           |
| Donald Stewart (D)         |                        |                           |
| Howell Heflin (D)          | 96 (1979–1981)         |                           |
| Howell Heflin (D)          | 96 (1979–1981)         | Jeremiah Denton (R)       |
| Howell Heflin (D)          | 97 (1981–1983)         |                           |
| Howell Heflin (D)          | 98 (1983–1985)         |                           |
| Howell Heflin (D)          | 99 (1985–1987)         |                           |
| Howell Heflin (D)          | 100 (1987–1989)        | Richard Shelby (D)        |
| Howell Heflin (D)          | 101 (1989–1991)        | Richard Shelby (D)        |
| Howell Heflin (D)          | 102 (1991–1993)        | Richard Shelby (D)        |
| Howell Heflin (D)          | 103 (1993–1995)        | Richard Shelby (D)        |
| Howell Heflin (D)          | 104 (1995–1997)        | Richard Shelby (R)        |
| Jeff Sessions (R)          | 105 (1997–1999)        | Richard Shelby (R)        |
| Jeff Sessions (R)          | 106 (1999–2001)        | Richard Shelby (R)        |
| Jeff Sessions (R)          | 107 (2001–2003)        | Richard Shelby (R)        |
| Jeff Sessions (R)          | 108 (2003–2005)        | Richard Shelby (R)        |
| Jeff Sessions (R)          | 109 (2005–2007)        | Richard Shelby (R)        |
| Jeff Sessions (R)          | 110 (2007–2009)        | Richard Shelby (R)        |
| Jeff Sessions (R)          | 111 (2009–2011)        | Richard Shelby (R)        |
| Jeff Sessions (R)          | 112 (2011–2013)        | Richard Shelby (R)        |
| Jeff Sessions (R)          | 113 (2013–2015)        | Richard Shelby (R)        |
| Jeff Sessions (R)          | 114 (2015–2017)        | Richard Shelby (R)        |
| Jeff Sessions (R)          | 115 (2017-2019)        | Richard Shelby (R)        |
| Luther Strange (R)         |                        | Richard Shelby (R)        |
| Doug Jones (D)             | 116 (2019-2021)        | Richard Shelby (R)        |
| Tommy Tuberville (R)       | 117 (2021-2023)        | Richard Shelby (R)        |
| Tommy Tuberville (R)       | 118 (2023-2025)        | Katie Britt (R)           |
| Tommy Tuberville (R)       | 119 (2025-2027)        | Katie Britt (R)           |